# Dachiardita-K
La dachiardita-K és un mineral de la classe dels silicats. Rep el seu nom per tractar-se del membre amb potassi dominant de la sèrie dachiardita, la qual inclou la dachiardita-Ca i la daquiardita-Na.

## Característiques
La dachiardita-K és una zeolita de fórmula química K₄(Si20Al₄O48)·13H₂O. Va ser aprovada com a espècie vàlida per l'Associació Mineralògica Internacional l'any 2015. Cristal·litza en el sistema monoclínic. Es troba de forma esfèrica, en agregats radials, de fins a 8 mil·límetres de diàmetre. La seva duresa a l'escala de Mohs és 4.

## Formació i jaciments
Va ser descoberta a l'indret anomenat com a "troballa de dachiardita-K", a Momchilgrad Obshtina, a la província de Kardjali (Bulgària), on es troba en venes d'òpal-calcedònia. Sol trobar-se associada a altres minerals com: mordenita, ferrierita-Na, ferrierita-Mg, ferrierita-K, dachiardita-Na, dachiardita-Ca, clinoptilolita-K, clinoptilolita-Ca, celadonite, calcita, barita i membres del grup de l'esmectita.